# Mister Magoo
Pour les articles homonymes, voir Magoo.
Pour l’article homonyme, voir Mister Magoo (série télévisée d'animation).
Quincy Magoo, dit Mister Magoo, est un personnage de dessin animé créé en 1949 par John Hubley, pour la société de production UPA. Le physique et le caractère du personnage seraient tirés d'un ancien professeur de John Hubley.

## Description
Mister Magoo est un homme âgé, petit et chauve, dont la principale caractéristique est une myopie extrême. Comme il ne porte pas de lunettes, son déficit visuel le conduit à vivre des situations calamiteuses dont il se tire toujours sans se rendre compte de ce qui s'est réellement passé.
Il apparaît pour la première fois dans The Ragtime Bear en 1949 sur un scénario de Millard Kaufman. Le succès conduit à la production d'une série de 52 épisodes au cours des années 1950. C'est l'acteur américain Jim Backus qui prête sa voix au personnage.
UPA produit des épisodes pour la télévision à partir des années 1960, entre autres la série Les Aventures célèbres de Monsieur Magoo (The Famous Adventures of Mr. Magoo), où le personnage incarne différents personnages célèbres (comme le comte de Monte-Cristo, Frère Tuck de Robin des Bois ou Merlin l'Enchanteur).
Dans les années 1970, une autre série est réalisée par les studios DePatie-Freleng. Cette série, diffusée à l'époque sur CBS, s'appelle Quoi de neuf Mr. Magoo? (What's new Mr. Magoo ?) et montre Mister Magoo avec McBarker, un chien parlant.
La première diffusion de Mister Magoo en France date de 1974 sur ORTF ; puis la série apparaît en 1975 sur TF1 dans Les Visiteurs du mercredi, en 1981 sur Antenne 2, en 2003 sur Ciné Family, et sur France 5 dans Zouzous. La voix du personnage principal est interprétée par Roger Carel.
Une adaptation cinématographique est réalisée en 1997 sous le titre de Mr. Magoo, avec Leslie Nielsen.
Une nouvelle série télévisée Mr. Magoo a été annoncée par Xilam en partenariat avec DreamWorks Animation.